# Allan Pitz
Allan Pitz é um escritor brasileiro nascido na cidade do Rio de Janeiro no bairro de Piedade no ano de 1983. É visto por muitos como um dos escritores mais talentosos do atual panorama brasileiro. Mais informações sobre o autor em seu site oficial.

## Biografia
Escritor, roteirista, dublador, ator e diretor teatral, Allan Pitz transita pelos territórios da arte com desenvoltura e criatividade. Autor de oito obras literárias, ele já foi publicado, inclusive, na França e no Portugal. Participou da coletânea Nouvelles Brésil, da editora francesa Éditions Reflets d'ailleurs, com o conto Tropa de Elite Natalina, ao lado de escritores como Pedro Bandeira e José Arrabal. 
O livro A Última Ronda Noturna será lançado em breve pela editora portuguesa Cordel D'Prata. Suspense de tirar o fôlego, o livro é norteado por um jogo maldito que envolve antigas ordens secretas. Capítulo após capítulo, o leitor é instigado a desvendar os mistérios que rondam a fictícia cidade de San Lopez, até ser conduzido ao final surpreendente.
Allan Pitz lançou em 2019 o e-book A Revolução dos Animais Transmutantes, uma sátira sobre os últimos acontecimentos políticos no Brasil. A obra está no Wattpade na Amazon
O livro infantil Um peixe de Calça Jeans e outras histórias para unir, da editora Novaterra, foi um dos precursores na abordagem do bullying, sendo adotado por diversas escolas. Sua escrita visceral lhe rendeu prêmios e muitos admiradores.  
Como dublador, Allan Pitz foi uma das vozes mais presentes no programa Mundo.doc, do Canal Futura, por dois anos. Ele também participou da equipe de dublagem dos documentários: “What happened, Miss Simone?”, sobre a cantora americana Nina Simone; “Virunga”, sobre a preservação de um parque no Congo”; “Os negros na América Latina”; e também de um documentário do movimento Green Nation, sobre a preservação dos oceanos.
A experiência como ator, atuando em 18 espetáculos, e diretor teatral inspiraram Pitz a criar seus próprios roteiros. Versátil, ele escreveu chamadas para o Canal Combate, da SportTV, e também esquetes de humor para o vlog Impurificáveis, no YouTube.
Atualmente se dedica a escrever novos livros e roteiros para televisão e cinema.

## Livros publicados
- A Fuga das Amebas Selvagens. Editora Livro Novo - Contos, esquetes, piadas, crônicas, pensamentos. Livro de bolso. (2009)
- Visões Comuns de um Porco Esquartejado. Ponto da Cultura Editora  Poesias. (2010)
- A Morte do Cozinheiro. Above publicações. Romance Ficção. (2010)
- Duas Doses e um Bungee Jump. World Art Friends, Corpos Editora – Portugal. Poesias. (2010)
- Um Peixe de Calças Jeans/ The Fish in Blue Jeans. Editora Livro Novo (2010)
- Um Peixe de Calça Jeans. 2ª Edição - Editora Novaterra (2013)
- A Arte da Invisibilidade. Editora Dracaena  (2011)
- Estação Jugular - Uma estrada para Van Gogh. Editora Dracaena (2012)
- A Última Ronda Noturna. Editora Cordel D' Prata (2019)
- A Revolução dos Animais Transmutantes (2019)

### Prêmios e indicações
• 2010: Prêmio Canon de Poesia – Melhores poetas do ano
- 2012: Indicação ao prêmio Codex de Ouro – Melhor romance para “Estação Jugular” e melhor capa para “A arte da invisibilidade”